# Український правопис 1904 року
Український правопис 1904 року — офіційний український правопис в Австро-Угорщині на початку XX століття. Правопис було офіційно оформлено у виданні «Руська правопись зі словарцем» (1904), який підготувало й затвердило НТШ у Львові. У створенні цього правописного посібника брали участь не лише західноукраїнські мовознавці, а й, серед інших, такі наддніпрянські науковці як А. Кримський, Є. Тимченко, М. Грушевський, В. Дорошенко.

## Видання
- Руська правопись зі словарцем. Львів: Наукове Товариство імени Шевченка під зарядом К. Беднарского. 1904. 152 стор.
  - (передрук) Руська правопись зі словарцем. Укладачі: Степан Смаль-Стоцький, Федір Ґартнер. Вінніпеґ: Накладом руської книґарні. 1918. 152 стор. (3-е вид.) (pdf [Архівовано 30 січня 2022 у Wayback Machine.] на сайті е-бібл. HathiThrust; pdf на сайті е-бібл. archive.org)